# Finke-Hochhaus
Das Finke-Hochhaus in Bremen-Mitte in der Altstadt, Hutfilterstraße 3, ist ein Geschäfts- und Bürohaus und gilt als bedeutendes Bremer Bauwerk.

## Geschichte
1956 entstand das Finke-Hochhaus nach Plänen der Architekten Rudi Richter und Willi Kläner. Das elfgeschossige Eckgebäude, davon ein Staffelgeschoss, steht in unmittelbarer Nachbarschaft zum Gewerbehaus in Bremen, dass im Stil der Weserrenaissance gebaut und 1621 eingeweiht wurde. Der Gegensatz von Alt und Neu wurde hier besonders betont. Der architekturführer bremen schreibt dazu: „Das Gebäude entstand auf Wunsch der Stadtplanung als elfgeschossiges Hochhaus, um am Ende der Obernstraße die optische Funktion des zerstörten Turms der [zerstörten] Ansgarikirche zu übernehmen … Das Hochhaus kragt über dem Erdgeschoss aus, tritt vor die Fluchtlinie der Nachbarbebauung und untergliedert wirkungsvoll den lang gezogenen Straßenraum der Obern-/Hutfilterstraße.“ Beabsichtigt war hier eine prägende Landmarke zu bauen. In den 1980er Jahren wurde die Rasterfassade erneuert.

## Nutzung
Im Gebäude befand sich von Anbeginn in den drei unteren Etagen das Herrenmodegeschäft Finke, das der Bauherr war. Deshalb hat sich der übliche Name Finke-Hochhaus in Bremen durchgesetzt. Inzwischen ist ein anderer Händler eingezogen. Die oberen Etagen sind Bürogeschosse. Das Hochbauamt Bremen war hier bis in die 1990er Jahre in den fünf oberen Geschossen untergebracht.
Ab September 2014 ist ab Etage 3 die Abteilung Arbeit der Senatorin für Wirtschaft, Arbeit und Europa untergebracht.